# Weyes Blood
Weyes Blood   (Santa Monica, 11 de juny de 1988)  nom artístic de Natalie Mering, és una cantant, compositora i multiinstrumentista estatunidenca. Ha publicat cinc àlbums d'estudi, tres extended plays i ha dirigit varis dels seus vídeos musicals.

## Biografia
Natalie Mering va néixer a Santa Mónica, Califòrnia i va créixer a Doylestown, Pennsilvània. Tant els seus germans com els seus pares s'han dedicat a la música, així que aquesta va tenir un paper important en la seva infància. El seu germà gran, Zak Mering, és també un artista, productor i compositor que treballa sota l'àlies Raw Thrills.
Amb 15 anys, Mering va començar a utilitzar el nom artístic de Wise Blood per a fer cançons. Més tard va canviar-lo a Weyes Bluhd, i va usar aquest nom en diversos àlbums que va llançar de manera independent abans de convertir-se definitivament en Weyes Blood. Aquest nom el va treure de la novel·la de Flannery O'Connor, Wise Blood. Mentre treballava en el seu propi material, va realitzar alhora una gira per l'escena musical underground del moment, amb bandes com ara Jackie-O Motherfucker i Nautical Almanac.
El 2011, va llançar l'àlbum The Outside Room sota el nom de Weyes Blood And The Dark Juices, a través de la discogràfica Not Not Fun. La revista Uncut va descriure l'ambient de l'àlbum com «devocional i eteri, però amb edge». Beatbots el va considerar  «un àlbum impressionant i ambiciós». Natalie va llançar el seu segon àlbum l'octubre de 2014, anomenat The Innocents, a través de Mexican Summer Rècords. Aquest va ser gravat per la zona rural de Pensilvània, a l'apartament de Mering i a l'estudi Gary Electric Studio a Greenpoint, Brooklyn. L'àlbum inclou contribucions de Jacob Brunner com a bateria i de James Strong com a baixista. Mering va dir que  tracta «de l'amor jove. Es tracta de la meva primera relació real que va fracassar.»
El 2016 va llançar l'àlbum Front Row Seat to Earth a través de Mexican Summer Rècords i rebé gran aclamació per part dels crítics, i va passar els últims anys recorrent Europa i els Estats Units promocionant-lo. NPR afirma que l'àlbum reexamina «intimitat i idealisme en maneres que mostren el talent de Mering per a mesurar i mediar emocions fortes».
El febrer de 2019, va ser anunciat un nou àlbum titulat Titanic Rising i molt aviat ja va estar disponible en el seu lloc web, que presentava també les dates de la seva pròxima gira. L'àlbum va ser llançat el 5 d'abril de 2019, i va ser aclamat arreu del món.
El 18 de novembre de 2022, l'àlbum And in the Darkness, Hearts Aglow va ser publicat i va rebre elogis de la crítica, sumant una puntuació mitjana de 88 a Metacritic basada en 24 critiques. La portada de l'àlbum va ser elaborada pel fotògraf Neil Krug.

## Àlbums

#### Àlbums d'estudi
| 2011                                      | The Outside Room - Publicació: 10 de maig - Segell discogràfic: Independent - Format: LP, descàrrega digital                              | —   | —  | —  | —  |
| 2014                                      | The Innocents - Publicació: 21 d'octubre - Segell discogràfic: Mexican Summer - Format: LP, descàrrega digital                            | —   | —  | —  | —  |
| 2016                                      | Front Row Seat to Earth - Publicació: 21 d'octubre - Segell discogràfic: Mexican Summer - Format: LP, CD, descàrrega digital              | —   | 23 | —  | —  |
| 2019                                      | Titanic Rising - Publicació: 5 d'abril - Segell discogràfic: Sub Pop - Format: LP, CD, casset, descàrrega digital                         | 34  | 3  | 68 | 37 |
| 2022                                      | And in the Darkness, Hearts Aglow - Publicació: 18 de novembre - Segell discogràfic: Sub Pop - Format: LP, CD, casset, descàrrega digital | 111 | 1  | 27 | —  |
| "—" denota que no va entrar a les listes. | |     |    |    |    |

#### EP
| Any  | Detalls del EP |
| ---- | --- |
| 2011 | Angels in America / Weyes Blood Split - Publicació: 15 d'agost - Segell: Northern Spy - Format: LP, descàrrega digital   |
| 2015 | Cardamom Times - Publicació: 9 d'octubre - Segell: Mexican Summer - Format: LP, descàrrega digital                       |
| 2017 | Myths 002 (juntament amb Ariel Pink) - Publicació: 27 de gener - Segell: Mexican Summer - Format: LP, descàrrega digital |
| 2019 | Rough Trade Session - Publicació: 22 d'octubre - Segell: Sub Pop Rècords - Format: LP, descàrrega digital                |

### Singles
| Any  | Single                                     | Àlbum                             |
| ---- | ------------------------------------------ | --------------------------------- |
| 2014 | «Some Winters»                             | The Innocents                     |
| 2015 | «Cardamom»                                 | Cardamom Times                    |
| 2016 | «Seven Words»                              | Front Row Seat to Earth           |
| 2016 | «Do You Need My Love»                      | Front Row Seat to Earth           |
| 2016 | «Generation Why»                           | Front Row Seat to Earth           |
| 2017 | «Tears on Fire» (juntament amb Ariel Pink) | Myths 002                         |
| 2017 | «A Certain Kind» / «Everybody's Talkin'»   | —                                 |
| 2019 | «Andromeda»                                | Titanic Rising                    |
| 2019 | «Everyday»                                 | Titanic Rising                    |
| 2019 | «Movies»                                   | Titanic Rising                    |
| 2022 | «It's Not Just Me, It's Everybody»         | And in the Darkness, Hearts Aglow |
| 2022 | «Gravepine»                                | And in the Darkness, Hearts Aglow |
| 2022 | «God Turn Me into a Flower»                | And in the Darkness, Hearts Aglow |
| 2023 | «Children of the Empire»                   | And in the Darkness, Hearts Aglow |

### Vídeos musicals
| Any  | Títol                               | Director(és)                                  |
| ---- | ----------------------------------- | --------------------------------------------- |
| 2014 | «Some Winters»                      | Winston H Case                                |
| 2015 | «Bad Magic»                         | Joey Frank                                    |
| 2015 | «In the Beginning»                  | Kai Davey-Bellin i Laura-Lynn Petrick         |
| 2016 | «Seven Words»                       | Charlotte Limitin Ercoli Coe                  |
| 2016 | «Do You Need My Love»               | Natalie Mering                                |
| 2016 | «Generation Why»                    | Natalie Mering                                |
| 2016 | «Used To Be»                        | Laura-Lynn Petrick                            |
| 2019 | «Everyday»                          | Natalie Mering                                |
| 2019 | «Movies»                            | Natalie Mering                                |
| 2020 | «Wild Time»                         | Natalie Mering                                |
| 2022 | «"It's Not Just Me, It's Everybody» | Charlotte Ercoli                              |
| 2022 | «Grapevine»                         | Rick Farin and Claire Farin                   |
| 2023 | «Hearts Aglow»                      | Neelam Khan Vela                              |
| 2023 | «Twin Flame»                        | Ambar Navarro                                 |
| 2023 | «God Turn Me into a Flower»         | Adam Curtis                                   |
| 2024 | «Andromeda»                         | Natalie Mering, Ambar Navarro, i Colton Stock |

### Col·laboracions
| Any  | Cançó                             | Àlbum                            | Artista                       |
| ---- | --------------------------------- | -------------------------------- | ----------------------------- |
| 2008 | «Jesse's Party»                   | Together Again                   | Raw Thrills                   |
| 2008 | «I Lost Something in the Hills»   | Drugs                            | Raw Thrills                   |
| 2011 | «Where»                           | So Post                          | Raw Thrills                   |
| 2013 | «One Side Art»                    | Essential Thrills                | Raw Thrills                   |
| 2012 | «Early Birds of Babylon»          | Mature Themes                    | Ariel Pink's Haunted Graffiti |
| 2015 | «The Chat»                        | Timeline                         | Mild High Club                |
| 2017 | «Suddenly»                        | The End of Comedy                | Drugdealer                    |
| 2017 | «The End of Comedy»               | The End of Comedy                | Drugdealer                    |
| 2017 | «Sides»                           | No Shape                         | Perfume Genius                |
| 2017 | «Friend of Lindy Morrison»        | Bravado                          | Kirin J Callinan              |
| 2018 | «Blessed Be the Meek (Let Me Be)» | Mondo Combo                      | Raw Thrills                   |
| 2018 | «God's Favorite Customer»         | God's Favorite Customer          | Father John Misty             |
| 2018 | «Grey Area»                       | Like a Baby                      | Jerry Paper                   |
| 2019 | «Honey»                           | Raw Honey                        | Drugdealer                    |
| 2020 | «My God»                          | Imploding The Mirage             | The Killers                   |
| 2021 | «For Free»                        | Chemtrails Over The Country Club | Lana Del Rey                  |
| 2022 | «Story of Blood»                  | Mercy                            | John Cale                     |